# Calantica capuronii
Calantica capuronii är en videväxtart som beskrevs av Herman Otto Sleumer. Calantica capuronii ingår i släktet Calantica och familjen videväxter. Inga underarter finns listade i Catalogue of Life.